# Porxos de la plaça Major (Santa Coloma de Queralt)
Els Porxos de la plaça Major és una obra amb elements gòtics i renaixentistes de Santa Coloma de Queralt (Conca de Barberà) inclosa a l'Inventari del Patrimoni Arquitectònic de Catalunya.

## Descripció
Una trentena de porxos de dos tipus diferents. Un, en pilars de pedra -molt rodons- i llindes que van de pilar a pilar per sostenir els trespols i façana dels habitacles que hi ha al seu damunt. Altres, amb pilars més volumètrics, fets amb diversos carreus de pedra i amb arcada, sostenen, també, les corresponents façanes dels habitatges. En algun cas també hi ha sustenten les bigues dels trespols, en altres l'embigat és independent.

## Història
L'any 1277, el Senyor de la Vila, en Pere Queralt i el Carlà, Guerau de Santa Coloma donaren a perpetuïtat deu botigues al Mercadal (pl. Major), havent de pagar cada any 10 sous de tern i pudent edificar casa o cases damunt de les botigues. El 1287 la vídua de Pere de Queralt, Sra. Margelina i el Carlà tornaren a donar permís per fer els pòrtics i botiga al costat de la casa de Bernat Romeu, pel preu de 2 sous i un pollastre pels arcs. L'any 1390 s'havia de pagar, al Senyor de la vila, 2 denaris barcelonins per columna.